# ロブ・ポートマン
ロバート・ジョーンズ・“ロブ”・ポートマン（英語: Robert Jones "Rob" Portman, 1955年12月19日 - ）は、アメリカ合衆国の政治家、弁護士。所属政党は共和党。
オハイオ州選出のアメリカ合衆国下院議員（6期）、第14代アメリカ合衆国通商代表、第46代アメリカ合衆国行政管理予算局長官、オハイオ州選出のアメリカ合衆国上院議員（2期）を歴任した。

## 経歴

### 生い立ち
1955年12月19日、ポートマン・エクイップメント・カンパニーの創設者である実業家の父ウィリアム・C・ポートマン二世と母ジョーン・ポートマンの息子として、オハイオ州シンシナティで生まれる。
1974年にシンシナティ・カントリー・デイスクールを卒業。その後、ダートマス大学で人類学を専攻し、1979年に芸術（BA）の学士号を取得する。1984年にはミシガン大学ロー・スクールで法務博士（JD）の学位を取得した。

### 下院議員
ロー・スクール卒業後はシンシナティの法律事務所で弁護士として勤務し、1989年に第41代アメリカ合衆国大統領ジョージ・H・W・ブッシュの法律顧問に就任する。また、1989年から1991年までホワイトハウス・オフィス（ホワイトハウス事務局）の代理アシスタントとディレクターも務めた。
1993年に共和党候補としてオハイオ州第2選挙区から連邦下院選挙に出馬して当選、2005年まで下院議員を務める。

### ブッシュ政権
2005年5月に第43代アメリカ合衆国大統領ジョージ・W・ブッシュからアメリカ合衆国通商代表に指名され、2006年5月まで務めた。間髪を入れず、ブッシュからアメリカ合衆国行政管理予算局局長に指名されるも、2007年6月に辞任した。

### 上院議員
2009年、オハイオ州選出の共和党の現職上院議員ジョージ・ヴォイノヴィッチが2010年の選挙では再選を求めず引退することを宣言したため、ヴォイノヴィッチの後継を狙って連邦上院選挙への出馬を表明する。2010年7月の本選で民主党候補のリー・フィッシャーに勝利し、2011年1月3日に上院議員に就任した。 
ポートマンは共和党中道派の支持者として知られ、2012年アメリカ合衆国大統領選挙ではミット・ロムニーを支持した。一時はロムニーから副大統領候補に指名されるのではないかとも報じられた。2016年アメリカ合衆国大統領選挙ではオハイオ州知事のジョン・ケーシックを支持した。
再選を目指して出馬した2016年の連邦上院選挙では民主党候補のテッド・ストリックランドと対決する。選挙戦当初は支持率でリードを許していたが、最終的には21ポイント差の得票率で勝利した。
2021年1月25日、翌年に行われる連邦上院選挙には出馬しないことを表明する。2023年1月3日をもって退任したのち、シンシナティ大学にポートマン政策ソリューションセンターを設立し、アメリカン・エンタープライズ研究所で公共政策実務に関する客員研究員に就任した。

## 家族
ジェーン・ダドリー・ポートマン夫人との間に3人の子供ジョゼフ・ダドリー（ジェッド）、ウィリアム・ダドリー（ウィル）、サラ・ダドリー（サリー）がいる。
2011年、イェール大学に通うウィルから同性愛者であることをカミングアウトされ、2年間悩んだ末、2013年に同性婚を容認すると表明した。その後は同性婚の合法化を積極的に支持するようになり、2014年には「私と妻が感じてきたような幸せを息子も享受できるようであるべきだし、婚姻の環境も安定されて然るべきだ」「共和党員には勇気を出してほしい。この立場（同性婚支持の立場）はとても快適で、自分が同性婚支持に転じたことを喜ばしく思う」と語っている。